# Syndrome de Laurence-Moon
 (novembre 2009).
Si vous disposez d'ouvrages ou d'articles de référence ou si vous connaissez des sites web de qualité traitant du thème abordé ici, merci de compléter l'article en donnant les références utiles à sa vérifiabilité et en les liant à la section « Notes et références ».
 Mise en garde médicale

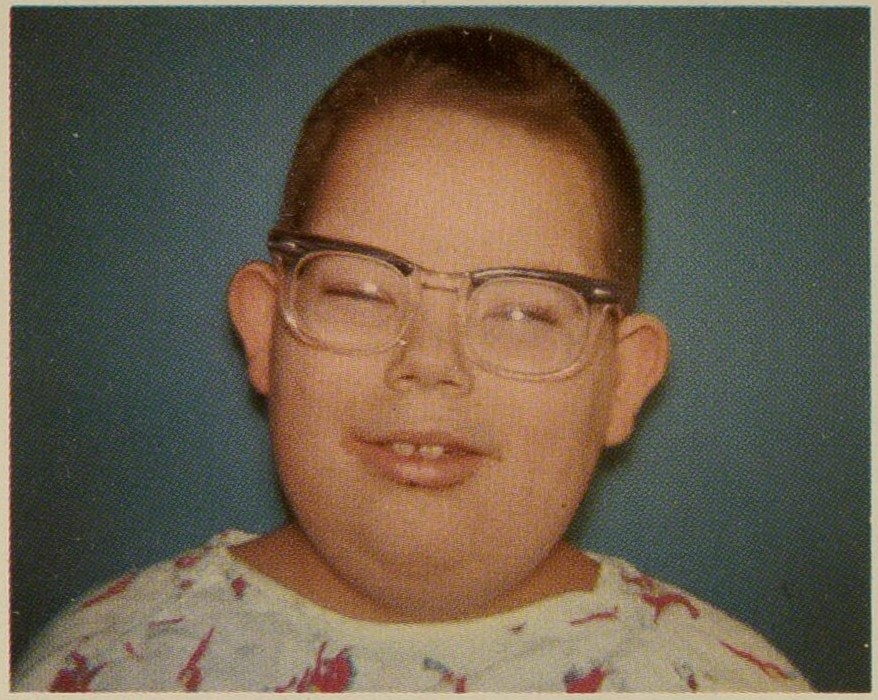
Syndrome de Laurence-Moon

Le syndrome de Laurence-Moon (SLM) est un syndrome caractérisé par des manifestations neurologiques, ophtalmologiques et endocriniennes progressives débutant dans l'enfance et provoquant une détérioration gravement handicapante.
Les manifestations neurologiques incluent un déficit intellectuel et une ataxie qui conduit à une paraplégie spastique progressive chez l'adulte jeune.
Les manifestations ophtalmologiques consistent en des taches rétiniennes dues à la finesse de la rétine (rétinite pigmentaire) ; celles-ci évoluent vers une atrophie optique entraînant une cécité.
Un hypogénitalisme est présent dès la naissance, lié à un hypogonadisme hypogonadotrope.
Un retard de croissance est également observé chez les patients.
Ce syndrome se transmet sur le mode autosomique récessif (héréditaire).
Certains patients chez qui le syndrome de Laurence-Moon avait été diagnostiqué avaient en fait des mutations sur les gènes BBS5 (responsable du syndrome de Bardet-Biedl) ou MKKS (responsable du syndrome de McKusick-Kaufman). En effet, le syndrome de Laurence-Moon est parfois désigné comme syndrome de « Laurence-Moon-Biedl » ou « Laurence-Moon-Bardet-Biedl », la différence entre le SLM et le syndrome de Bardet-Biedl (SBB) n'étant pas clairement établie.
L'absence d'obésité et de polydactylie semblait le distinguer du SBB, mais il s'avère que ces deux critères sont inconstants dans le SBB. Le SLM pourrait donc être un variant du SBB, au même titre que le syndrome de McKusick-Kaufman. On ne pourra toutefois jamais le prouver puisque les patients chez qui le SLM a été initialement décrit n'ont pas été testés génétiquement. Il n'y a pas de traitement spécifique, la prise en charge tend à pallier les déficits.